# David Wieczorek
David Matthew Wieczorek (Chicago, 3 gennaio 1996) è un pallavolista statunitense, schiacciatore dell'OFĪ Creta.

## Carriera

### Club
La carriera di David Wieczorek inizia a livello giovanile nella formazione del D1, dove gioca prima di passare al Energy; parallelamente è impegnato anche nei tornei scolastici dell'Illinois, giocando per la Loyola Academy. In seguito gioca a livello universitario nella NCAA Division I con la Pepperdine, dal 2015 al 2019: dopo aver saltato la prima annata, coi Waves, raggiunge la Final-7 durante il suo senor year, eliminato in semifinale, oltre a ricevere qualche riconoscimento individuale. 
Inizia la carriera da professionista in Germania, dove nella stagione 2019-20 gioca per il Giesen, in 1. Bundesliga, dove resta anche nella stagione seguente, ma difendendo i colori dell'Herrsching. Nel campionato 2021-22 si trasferisce nella Efeler Ligi turca, vestendo la maglia del Sorgun, che lascia nel gennaio 2022, per terminare l'annata coi greci dell'OFĪ Creta, in Volley League.

### Nazionale
Fa il suo esordio nella nazionale statunitense nel 2017, partecipando alla Coppa panamericana, torneo nel quale, nell'edizione successiva, viene premiato come miglior servizio. In seguito si aggiudica la medaglia d'argento alla NORCECA Champions Cup 2019 e al campionato nordamericano 2019.

## Palmarès

### Nazionale (competizioni minori)
- NORCECA Champions Cup 2019

### Premi individuali
- 2018 - All-America Second Team
- 2018 - Coppa panamericana: Miglior servizio
- 2019 - All-America First Team